# Кулажанов, Куралбек Садибаевич
Куралбек Садибаевич Кулажанов — советский и казахстанский химик, член-корреспондент НАН РК (2012).

## Биография
Родился 23.02.1943 в с. Учарал Талласского района Джамбулской области. Происходит из Племени  Ошакты 
Окончил Казахский государственный университет им. С. М. Кирова по специальности «Химия, органический катализ» (1967). Оставлен на кафедре катализа и технической химии в качестве стажёра-исследователя, в 1969 году зачислен в аспирантуру, в 1972 г. защитил кандидатскую диссертацию.
В 1972—1980 гг. работал в Казахском НИиПИ автомобильного транспорта заведующим лабораторией химических исследований, затем — заведующим отделом эксплуатационных материалов и химических исследований.
В 1980—1996 годах — в Алма-Атинском филиале Джамбулского технологического института легкой и пищевой промышленности (ДТИЛПП): начальник научно-исследовательского сектора; заместитель директора филиала по научной работе; заведующий кафедрой аналитической, физической и коллоидной химии; заместитель декана факультета технологии хлебопродуктов и трикотажного производства; заместитель директора филиала по учебной работе и с 1994 года директор филиала ДТИЛПП.
В 1996 г. назначен первым ректором Алматинского технологического института, созданного на базе филиала ДТИЛПП. С 1999 года — ректор, с 2014 года президент Алматинского технологического университета.
Доктор химических наук (1995), профессор (1996). Тема докторской диссертации — «Реакция направленного превращения поли- и бициклических углеводородов, нитроароматических и арилацетиленовых соединений и их практическое использование». Член-корреспондент НАН РК (2012).
Автор более 400 научных трудов, в том числе 29 учебников и учебных пособий, 5 монографий. Получил 54 авторских свидетельств и патентов на изобретения.
Отличник образования Республики Казахстан. Награждён орденом «Құрмет» (2004); медалью «Қазақстан Конституциясына −10 жыл».
Жена — Кулажанова Жаукен Садыковна, сыновья — Кайрат (1964), Талгат (1967).